# Indianapolis Tennis Championships 2000 - Qualificazioni singolare
Le qualificazioni del singolare  dell'Indianapolis Tennis Championships 2000 sono state un torneo di tennis preliminare per accedere alla fase finale della manifestazione. I vincitori dell'ultimo turno sono entrati di diritto nel tabellone principale. In caso di ritiro di uno o più giocatori aventi diritto a questi sono subentrati i lucky loser, ossia i giocatori che hanno perso nell'ultimo turno ma che avevano una classifica più alta rispetto agli altri partecipanti che avevano comunque perso nel turno finale.
Le qualificazioni del torneo Indianapolis Tennis Championships  2000 prevedevano 28 partecipanti di cui 7 sono entrati nel tabellone principale.

## Teste di serie
1. Wayne Black (Qualificato)
2. Oscar Burrieza-Lopez (ultimo turno)
3. Assente
4. Lior Mor (Qualificato)
5. Neville Godwin (ultimo turno)
6. Xavier Malisse (Qualificato)
7. Nicolas Coutelot (primo turno)

1. Răzvan Sabău (ultimo turno)
2. Lionel Roux (Qualificato)
3. Assente
4. Mark Knowles (Qualificato)
5. Marc-Kevin Goellner (ultimo turno)
6. David Wheaton (primo turno)
7. Paul-Henri Mathieu (primo turno)

## Qualificati
1. Wayne Black
2. David Wheaton
3. Paul-Henri Mathieu
4. Lior Mor

1. Mark Knowles
2. Xavier Malisse
3. Lionel Roux

## Tabellone

### Legenda
| - Q = Qualificato - WC = Wild card - LL = Lucky loser | - ALT = Alternate - SE = Special Exempt - PR = Protected Ranking | - w/o = Walkover - r = Ritirato - d = Squalificato |

### Sezione 1
|  | Primo turno | Primo turno         | Primo turno         | Primo turno | Primo turno |  |  | Ultimo turno | Ultimo turno        | Ultimo turno        | Ultimo turno | Ultimo turno |  |
|  |             |                     |                     |             |             |  |  |              |                     |                     |              |              |  |
|  | 1           | Wayne Black         | 6                   | 4           | 6           |  |  |              |                     |                     |              |              |  |
|  |             | Emin Ağayev         | 4                   | 6           | 2           |  |  | 1            | Wayne Black         | Wayne Black         | 6            | 6            |  |
|  | 12          | Marc-Kevin Goellner | Marc-Kevin Goellner | 6           | 6           |  |  | 12           | Marc-Kevin Goellner | Marc-Kevin Goellner | 1            | 4            |  |
|  |             | Nathan Overholser   | Nathan Overholser   | 2           | 4           |  |  |              |                     |                     |              |              |  |

### Sezione 2
|  | Primo turno | Primo turno          | Primo turno          | Primo turno | Primo turno |  |  | Ultimo turno | Ultimo turno         | Ultimo turno         | Ultimo turno | Ultimo turno |  |
|  |             |                      |                      |             |             |  |  |              |                      |                      |              |              |  |
|  | 2           | Oscar Burrieza-Lopez | Oscar Burrieza-Lopez | 7           | 6           |  |  |              |                      |                      |              |              |  |
|  |             | Pieter Calitz        | Pieter Calitz        | 5           | 3           |  |  | 2            | Oscar Burrieza-Lopez | Oscar Burrieza-Lopez | 2            | 2            |  |
|  |             | David Wheaton        | David Wheaton        | 7           | 6           |  |  |              | David Wheaton        | David Wheaton        | 6            | 6            |  |
|  | 13          | Scott Draper         | Scott Draper         | 6(1)        | 3           |  |  |              |                      |                      |              |              |  |

### Sezione 3
|  | Primo turno    | Primo turno        | Primo turno    | Primo turno | Primo turno |  |  | Ultimo turno       | Ultimo turno       | Ultimo turno | Ultimo turno | Ultimo turno |  |
|  |                |                    |                |             |             |  |  |                    |                    |              |              |              |  |
|  | Michael Hill   | Michael Hill       | Michael Hill   | 6           | 6           |  |  |                    |                    |              |              |              |  |
|  | Nicolás Todero | Nicolás Todero     | Nicolás Todero | 2           | 4           |  |  | Michael Hill       | Michael Hill       | 2            | 6            | 1            |  |
|  |                | Paul-Henri Mathieu | 4              | 6           | 6           |  |  | Paul-Henri Mathieu | Paul-Henri Mathieu | 6            | 4            | 6            |  |
|  | 14             | Paul Kilderry      | 6              | 4           | 0           |  |  |                    |                    |              |              |              |  |

### Sezione 4
|  | Primo turno     | Primo turno     | Primo turno     | Primo turno | Primo turno |  |  | Ultimo turno | Ultimo turno   | Ultimo turno   | Ultimo turno | Ultimo turno |  |
|  |                 |                 |                 |             |             |  |  |              |                |                |              |              |  |
|  | 4               | Lior Mor        | Lior Mor        | 6           | 6           |  |  |              |                |                |              |              |  |
|  |                 | Eyal Ran        | Eyal Ran        | 3           | 3           |  |  | 4            | Lior Mor       | Lior Mor       | 7            | 6            |  |
|  | Jonathan Stark  | Jonathan Stark  | Jonathan Stark  | 6           | 7           |  |  |              | Jonathan Stark | Jonathan Stark | 64           | 4            |  |
|  | Mahesh Bhupathi | Mahesh Bhupathi | Mahesh Bhupathi | 1           | 65          |  |  |              |                |                |              |              |  |

### Sezione 5
|  | Primo turno | Primo turno        | Primo turno        | Primo turno | Primo turno |  |  | Ultimo turno | Ultimo turno   | Ultimo turno | Ultimo turno | Ultimo turno |  |
|  |             |                    |                    |             |             |  |  |              |                |              |              |              |  |
|  | 5           | Neville Godwin     | Neville Godwin     | 6           | 6           |  |  |              |                |              |              |              |  |
|  |             | Wynn Criswell      | Wynn Criswell      | 2           | 4           |  |  | 5            | Neville Godwin | 7            | 4            | 2            |  |
|  | 11          | Mark Knowles       | Mark Knowles       | 6           | 6           |  |  | 11           | Mark Knowles   | 63           | 6            | 6            |  |
|  |             | Aleksandar Kitinov | Aleksandar Kitinov | 2           | 3           |  |  |              |                |              |              |              |  |

### Sezione 6
|  | Primo turno | Primo turno    | Primo turno    | Primo turno | Primo turno |  |  | Ultimo turno | Ultimo turno   | Ultimo turno   | Ultimo turno | Ultimo turno |  |
|  |             |                |                |             |             |  |  |              |                |                |              |              |  |
|  | 6           | Xavier Malisse | Xavier Malisse | 7           | 6           |  |  |              |                |                |              |              |  |
|  |             | Troy Hahn      | Troy Hahn      | 5           | 1           |  |  | 6            | Xavier Malisse | Xavier Malisse | 6            | 6            |  |
|  | 8           | Răzvan Sabău   | Răzvan Sabău   | 6           | 6           |  |  | 8            | Răzvan Sabău   | Răzvan Sabău   | 4            | 0            |  |
|  |             | Zack Fleishman | Zack Fleishman | 3           | 3           |  |  |              |                |                |              |              |  |

### Sezione 7
|  | Primo turno | Primo turno      | Primo turno      | Primo turno | Primo turno |  |  | Ultimo turno | Ultimo turno    | Ultimo turno    | Ultimo turno | Ultimo turno |  |
|  |             |                  |                  |             |             |  |  |              |                 |                 |              |              |  |
|  |             | Jonathan Erlich  | Jonathan Erlich  | 6           | 6           |  |  |              |                 |                 |              |              |  |
|  | 7           | Nicolas Coutelot | Nicolas Coutelot | 2           | 3           |  |  |              | Jonathan Erlich | Jonathan Erlich | 6(1)         | 4            |  |
|  | 9           | Lionel Roux      | 6                | 3           | 6           |  |  | 9            | Lionel Roux     | Lionel Roux     | 7            | 6            |  |
|  |             | Joseph Sirianni  | 3                | 6           | 2           |  |  |              |                 |                 |              |              |  |